# Comitato Olimpico Nazionale del Laos
Il Comitato Olimpico Nazionale del Laos (noto anche come National Olympic Committee of Lao in inglese) è un'organizzazione sportiva laotiana, nata nel 1975 a Vientiane, Laos.
Rappresenta questa nazione presso il Comitato Olimpico Internazionale (CIO) dal 1979 ed ha lo scopo di curare l'organizzazione ed il potenziamento dello sport in Laos e, in particolare, la preparazione degli atleti laotiani, per consentire loro la partecipazione ai Giochi olimpici. L'associazione è, inoltre, membro del Consiglio Olimpico d'Asia.
L'attuale presidente del comitato è Phoutong Seng-Akhom, mentre la carica di segretario generale è occupata da Souvannarath Saignavong.